# 보고타풀밭쥐
보고타풀밭쥐(Neomicroxus bogotensis)는 비단털쥐과에 속하는 남아메리카 설치류이다. 해발 2600~3900m의 콜롬비아와 베네수엘라에서 발견된다. 야행성 동물이며 곤충과 씨앗, 식물을 먹는다. 자연 서식지는 숲과 초원이다. 이전에는 남아메리카밭쥐속으로 분류했지만, 2013년 알라바라도-세라뇨 등(Alvarado-Serrano, D.F. & D’Elía, G.)이 에콰도르풀밭쥐속으로 옮겨서 분류했다.